# يوليوس فراي
يوليوس فراي (بالألمانية: Julius Frey)‏ (25 أكتوبر 1881 – 28 أغسطس 1960) كان سباح، من ألمانيا، مثّل بلاده في الألعاب الأولمبية الصيفية 1900، والسباحة في الألعاب الأولمبية الصيفية 1900 - رجال 200 متر فريق السباحة ‏.

## وصلات خارجية
- يوليوس فراي على موقع أوليمبيديا (الإنجليزية)